# Iglesia luterana de San Lucas (Nueva York)
La Iglesia Luterana de San Lucas (en inglés: St. Luke's Evangelical Lutheran Church) es una iglesia histórica ubicada en la ciudad de Nueva York, estado de Nueva York. La Iglesia Luterana de San Lucas se encuentra inscrita  en el Registro Nacional de Lugares Históricos desde el 1 de junio de 2007. 

## Historia
San Lucas se fundó como una congregación reformada holandesa en 1850, y se reunió por primera vez en habitaciones alquiladas en el tercer piso de un edificio en 35th Street y 9th Avenue. Se reorganizó como congregación luterana en 1853.
La iglesia se trasladó varias veces, adquiriendo su primer edificio de propiedad, una antigua iglesia bautista en la calle 43, en 1863. Se trasladó en 1875 a 233 West 42nd Street, en la antigua iglesia presbiteriana de la Calle 42. Finalmente, la congregación adquirió una propiedad en West 46th Street para construir su iglesia actual. La piedra angular se colocó en octubre de 1922 y la iglesia se inauguró en septiembre de 1923.
Durante muchos años, el Dr. Donald Gray Barnhouse, pastor de la Décima Iglesia Presbiteriana en Filadelfia y maestro en el programa de radio The Bible Study Hour (ahora conocido como Dr. Barnhouse & the Bible), impartió una clase bíblica los lunes por la noche en la iglesia. , que duró hasta su muerte en 1960.
Una congregación independiente sin afiliación sinódica desde 1880, San Lucas se unió a la Iglesia evangélica luterana en Estados Unidos en 1987.

## Arquitectura
La iglesia fue construida en 1922–23 según los diseños de Edward L. Tilton de Tilton & Githens, con la fachada de la nave con ventanas diseñadas por Francis Xavier Zettler. El edificio se completó en 1923. La arquitectura ha sido descrita como un matrimonio feliz entre los estilos neogótico y art déco. En 1922 se construyó una casa parroquial de cuatro pisos en 308-316 West 46th Street según los diseños del arquitecto Francis Keally de 141 East 45th Street a un costo de $ 150.000.
La iglesia se agregó al Registro Nacional de Lugares Históricos en 2007.